# 박상혁 (1990년)
박상혁(朴相爀, 1990년 3월 7일 ~ )는 전 KBO 리그 NC 다이노스의 투수이다.

## NC 다이노스 시절
2013년 시즌이 끝나고 강구성과 함께 상무 피닉스에 입대해 군복무를 마쳤다.
2016년 시즌 스프링 캠프에서 외야수에서 투수로 포지션을 전향했다.

## 연봉
| 연도   | 연봉       | 인상률(%) |
| ------ | ---------- | --------- |
| 2010년 | 2,400만 원 |           |
| 2012년 | 2,400만 원 | -         |
| 2013년 | 2,400만 원 | 0         |
| 2014년 |            | 군입대    |
| 2015년 |            | 군입대    |
| 2016년 | 2,700만 원 | 12.5      |

## 출신학교
- 양덕초등학교
- 마산동중학교
- 마산고등학교